# Listă de filme punk
Aceasta este o listă de filme notabile despre subcultura punk.

## 0-9
- 24 Hour Party People  (2002)

## A
- Afro-punk (2005, documentar)
- American Hardcore (2006, documentar) Paul Rachman
- Another State of Mind (1984, documentar)

## B
- Bad Boy Bubby (1993) Rolf de Heer
- The Blank Generation (1976, documentar) Amos Poe
- Blank Generation (1980) Ulli Lommel
- Border Radio (1987)
- Brothers of the Head (2005) Brian Aldiss
- Burst City (1982)
- Breaking Glass (1980)
- Bilo jednom... (2006, documentar)

Bullet in a Bible (2006, documentar)

## C
- Cha Cha (1979) Herman Brood
- The Clash: Westway to the World (2000, documentar)
- Class of 1984 (1982)
- Class of Nuke 'Em High (1986)
- Control (2007) Anton Corbijn
- Crash 'n' Burn (1977 short film) Ross McLaren

## D
- The Day the Country Died (2007, documentar)
- The Decline of Western Civilization (1981, documentar) Penelope Spheeris
- The Decline of Western Civilization III (1998, documentar) Penelope Spheeris
- Desperate Teenage Lovedolls (1984) David Markey
- D.O.A.: A Rite of Passage (1980, documentar) Lech Kowalski
- Dogs in Space (1987) Richard Lowenstein
- Dudes (1987) Penelope Spheeris
- Detroit Rock City

## E
- Ebba the Movie (1982, documentar)
- End of the Century: The Story of the Ramones (2004, documentar)
- Ex Drummer (2007) Koen Mortier
- Engel & Joe (2001) Vanessa Jopp

## F
- The Filth and the Fury (2000, documentar) Julien Temple
- Fokofpolisiekar: Forgive Them for They Know Not What They Do (2009, documentar)
- Joe Strummer: The Future Is Unwritten (2007, documentar) Julien Temple

## G
- Garage Days (2002) Alex Proyas
- The Great Rock 'n' Roll Swindle (1980) Julien Temple
- Gleaming the Cube  (1989)
- Rise Against: Generation Lost (2006, documentar)
- Glory Daze (1996) (Ben Affleck)
- Glue (2006) (Alexis Dos Santos)

## H
- Hard Core Logo (1996) Bruce McDonald
- Hated: GG Allin and the Murder Junkies (1994, documentar) Todd Phillips
- Hype! (1996, documentar) Doug Pray

## I
- Instrument (1998, documentar) Jem Cohen

## J
- Jubilee (1977) Derek Jarman
- Jesus Christ Vampire Hunter (2002) Lee Demarbre

## K
- King of Punk (2007, documentar) Kenneth van Schooten and Julie van Schooten

## L
- The Last Pogo (1978, documentar) Colin Brunton
- Ladies and Gentlemen, The Fabulous Stains (1981)
- Let Them Know: The Story of Youth Brigade and BYO Records (2011)
- Liquid Sky (1982)
- The Little Punker  (1992) Michael Schaack
- Loren Cass (2006)
- Lovedolls Superstar (1986) David Markey
- Luster (2002) Everett Lewis

## M
- Mondo New York (1988)
- Mannen som elsket Yngve (2008)

## N
- New York Doll (2005, documentar)
- Night of the Demons
- Nikita (1990) Luc Besson

## O
- Out of the Blue (1980)
- Outsider (1997)

## P
- Persepolis (2007)
- Population: 1 (1986) Rene Daalder
- Punk: Attitude (2005, documentar) Don Letts
- Punk Love (2006)
- Punk Rock Holocaust (2003)
- The Punk Rock Movie (1978, documentar) Don Letts (also known as The Punk Rock Movie from England)
- Punk's Not Dead (2007, documentar)

## R
- Rad (1986) Hal Needham
- Reform School Girls (1986) Tom DeSimone
- Refused Are Fucking Dead (2006, documentar)
- Repo Man (1984) Alex Cox
- The Return of the Living Dead (1985)
- Rise Above: The Tribe 8 documentar (2003, documentar)
- Roadkill (1989)
- Rock 'n' Roll High School (1979) Allan Arkush
- Rude Boy (1980)
- the Runaways (2010) Floria Sigismondi

## S
- S.F.W. (1994)
- She's Real, Worse Than Queer (1997, documentar) Lucy Thane
- Shock Treatment (1980)
- Shooting at the Moon (2003) Jesse Richards
- Sid and Nancy (1986) Alex Cox (aka Sid and Nancy: Love Kills)
- SLC Punk! (1999)
- Smithereens (1982) Susan Seidelman, Richard Hell
- Straight to Hell (1987) Alex Cox
- Suburbia (1984)  Penelope Spheeris
- subUrbia (1996)
- Subway (1985) Luc Besson
- Summer of Sam (1999) Spike Lee
- Surf Nazis Must Die (1987) Peter George
- Skinhead Attitude

## T
- Tank Girl (1995) Rachel Talalay
- Tapeheads (1988)
- The Taqwacores (2010)
- Taqwacore: The Birth of Punk Islam (2009)
- Terminal City Ricochet (1990)
- Terror Firmer (1999)
- There Is No Authority But Yourself A documentar about the history of Crass - (2006) Alexander Oey
- Thrashin' (1986)
- Threat (2006)
- Times Square (1980)
- Tjenare Kungen (2005)
- Tromeo and Juliet (1996) A punk version of the Shakespeare classic, co-written by James Gunn
- Taxi Driver (1976)

## U
- Up in Smoke (1978)
- Urgh! A Music War (1981, documentar)
- Urban Struggle (documentar)

## V
- Valley Girl (1983)
- Vennaskond. Millennium (1998) Tõnu Trubetsky

## W
- the Warriors (1979) Walter Hill
- What to Do in Case of Fire? (2001) Gregor Schnitzler
- Wassup Rockers (2005) Larry Clark
- We Jam Econo (2005, documentar)
- We're Outta Here! (1997)
- What We Do Is Secret (2008) Rodger Grossman
- Who Killed Nancy? (2009)
- Wild Zero (2000)

## X
- X: The Unheard Music (documentar 1986)

## Y
- The Yo-Yo Gang (1992) G. B. Jones